# أوزفالدو دورتيكوس تورادو
أوزفالدو دورتيكوس تورادو (بالإسبانية: Osvaldo Dorticós Torrado)‏ (و. 1919 – 1983 م) هو سياسي من كوبا ولد في سينفويغوس.

## روابط خارجية
- أوزفالدو دورتيكوس تورادو على موقع مونزينجر (الألمانية)